# Samsung Electronics
Samsung Electronics («Самсунг Электроникс»; «самсунг» на корейском языке буквально означает «три звезды» 삼성, 三星; корейское название — 삼성전자, 三星電子, «Самсон Чонджа») — транснациональная компания по производству полупроводников (включая микросхемы памяти) и электроники (включая мобильные телефоны, ЖК-дисплеи и мониторы).
Samsung Electronics является публичной компанией, акции которой торгуются на корейской и международных биржах. По состоянию на 2024 год 20 % акций компании принадлежит чеболю Samsung.
По состоянию на декабрь 2023 года в компании работало более 270 тыс. человек в 74 странах мира.
Главный офис компании расположен в Сувоне (Республика Корея).

## История
Компания Samsung Electronics была основана в 1969 году в южнокорейском городе Сувон под названием Samsung Electric Industries. Первоначально компания производила телевизоры, калькуляторы, холодильники, кондиционеры и стиральные машины в технологическом партнёрстве с японскими компаниями Sanyo и NEC. За 12 лет — до 1981 года — компания произвела более 10 млн чёрно-белых телевизоров. Росту компании способствовала поддержка правительства Южной Кореи, в частности президента Пак Чон Хи. Помимо Samsung Electric Industries в составе группы Samsung появились дочерние компании по производству комплектующих, такие как Samsung Electron Devices (кинескопы), Samsung Electro-Mechanics (тюнеры, конденсаторы, динамики), а также Samsung Corning, совместное предприятие с американской Corning Inc.
В 1978 году была основана полупроводниковая компания Samsung Semiconductor & Telecommunications; технологии были получены от американской компании Micron Technology и японской Sharp в обмен на доступ на корейский рынок. В 1983 году она начала производство модулей оперативной памяти DRAM объёмом 64 кБ. Вскоре при поддержке государственного Института электроники и телекоммуникаций были разработаны модули на 128 кБ. Первый зарубежный завод открылся в 1982 году в Португалии, он собирал по 300 тыс. телевизоров в год. В 1984 году был открыт завод в Нью-Йорке по производству телевизоров и СВЧ-печей. В 1987 году был открыт завод в Англии. В 1988 году составляющие группы Samsung по производству электроники были объединены в компанию Samsung Electronics; к этому времени оборот группы Samsung составлял 24 млрд долларов, или 20 % ВВП Южной Кореи. В следующие 5 лет оборот группы вырос ещё в 2,5 раз, в этот период были куплены несколько зарубежных компаний (Harris Microwave Semiconductors, Integrated Telecom Technologies и другие). В 1994 году Samsung Electronics представила на рынок модули DRAM-памяти на 512 кБ, и уже в следующем году стала мировым лидером по производству такой памяти.
В конце 1990-х годов руководством компании было решено сосредоточиться на производстве комплектующих, покупая права на перспективные технологии и вкладывая большие средства в массовое производство продукции по этим технологиям. В 2000 году Samsung Electronics начала производство литий-ионных аккумуляторов и за 10 лет вышла на первое место в мире по их продаже. В 2001 году было начато производство плоскопанельных телевизоров, к 2005 году Samsung также заняла по ним лидирующее положение в мире. В 2002 году компанией был начат выпуск флеш-памяти. Samsung Electronics стала основным поставщиком комплектующих для электроники Apple, по состоянию на 2010 год 16 % стоимости производства iPhone приходилось на комплектующие Samsung, включая процессор.
В 2005 году Samsung оказалась замешанной в скандале в связи с картельным сговором, она была оштрафована на 300 млн долларов Министерством юстиции США за сговор с производителями компьютерной памяти (вместе с Infineon Technologies и Hynix).

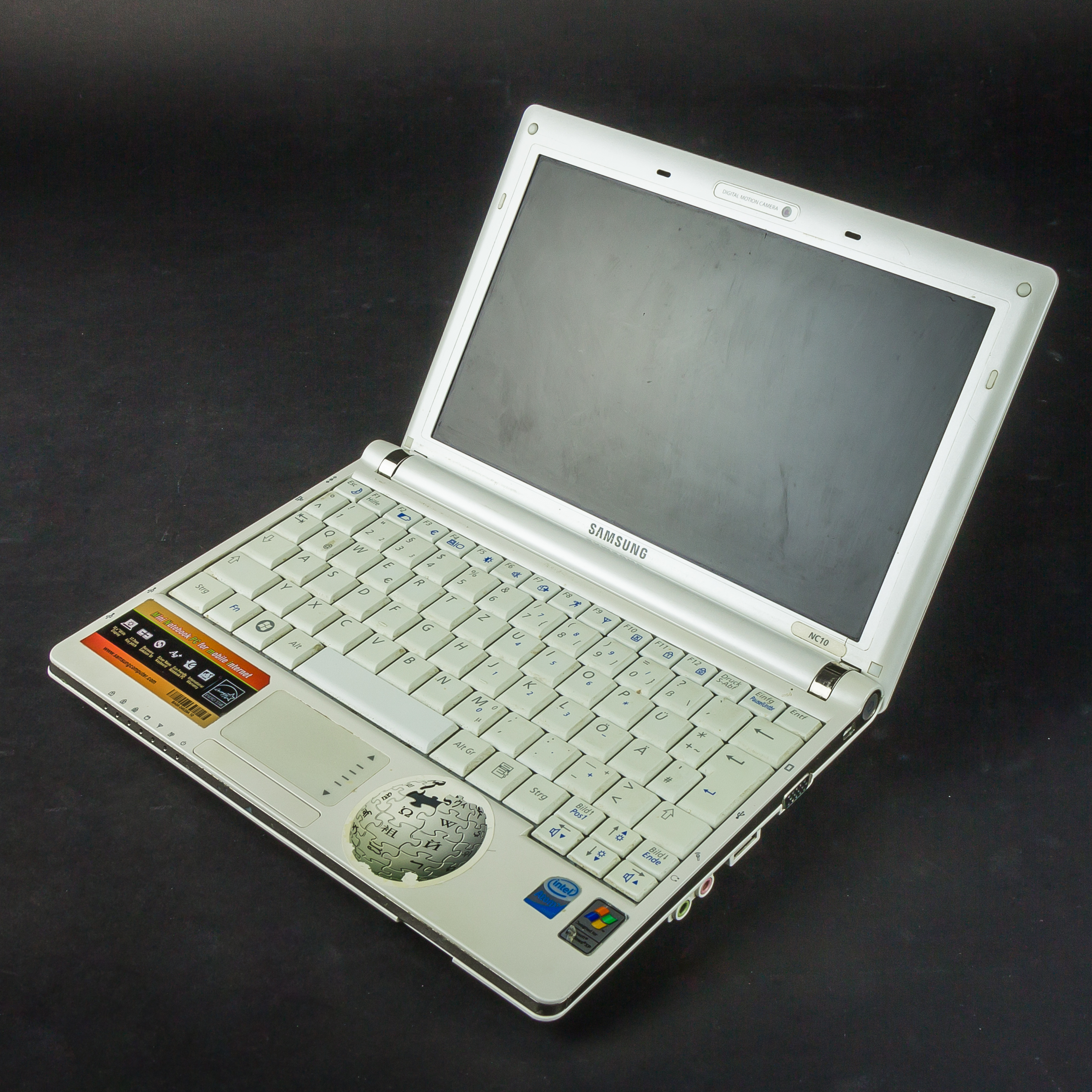
Ноутбук Samsung NC10

В 2007 году Samsung Electronics, обогнав американскую компанию Motorola, стала второй в мире компанией по производству мобильных телефонов.
21 апреля 2008 года председатель концерна Samsung Ли Гон Хи ушёл в отставку в связи с обвинениями в уклонении от уплаты налогов.
В 2009 году компании удалось обойти Siemens (ФРГ) и Hewlett-Packard (США), получив выручку в размере 117,4 млрд долл. и став, таким образом, крупнейшей по этому показателю технологической компанией. В 2010 году Еврокомиссией был разоблачён ещё один картельный сговор с участием Samsung Electronics, на этот раз производителей ЖК-дисплеев (вместе с LG Display, AU Optronics, Chimei InnoLux, Chunghwa Picture Tubes и HannStar Display), однако на этот раз Samsung избежала штрафа благодаря сотрудничеству со следствием.
В 2011 году Samsung смогла выйти на показатель в 300 млн проданных мобильных телефонов за один год. Ранее такое удавалось только Nokia. В апреле 2011 года Samsung Electronics продала своё производство жёстких дисков компании Seagate Technology за 1,4 млрд долларов.
В 2012 году Samsung приобрела компанию mSpot, которая являлась американским поставщиком облачных услуг.
В 2013 году компания заняла первое место среди технологических компаний в рейтинге Fortune Global 500 с выручкой 178,6 млрд долларов и прибылью 20,6 млрд долларов. В общем рейтинге Samsung заняла 14-е место, на 5 позиций обогнав своего основного конкурента, компанию Apple.
В июне 2014 года компания представила первый смартфон на ОС Tizen — Samsung Z. Samsung возлагала большие надежды на новую операционную систему как альтернативу Android, а также как способ укрепить позиции на рынке ПО.
10 декабря 2014 года Samsung Electronics объявила о слиянии подразделений, отвечающих за разработку бизнес-решений и программного обеспечения с мобильным бизнесом. Структура Samsung Media Solution Center (MSC), курирующая создание приложений и сервисов для смартфонов Galaxy, была интегрирована с подразделением Samsung IT & Mobile Communications, которое отвечало за разработку и продажу мобильных устройств.
В 2014 году Samsung приобрела американскую компанию SmartThings, специализирующуюся на разработке программного обеспечения для управления электроникой в доме.
В мае 2015 года компания объявила о партнёрстве с IKEA в рамках консорциума Wireless Power Consortium для совместного создания предметов мебели, способных заряжать мобильные устройства c поддержкой беспроводного стандарта Qi.
Во II квартале 2016 года Samsung зафиксировала самую высокую прибыль с начала 2014 года, и ожидалось, что выпуск новой модели Galaxy Note 7 закрепит этот успех во втором полугодии. Однако в сентябре 2016 Samsung отозвала Galaxy Note 7 из-за дефектных батарей. По словам Samsung, всего было произведено 2,5 млн Note 7, продано порядка 1 миллиона.
В 2016 году Samsung приобрела компанию-поставщика облачных услуг Joyent. Также, в октябре 2016 компания заключила договор о покупке платформы с открытым искусственным интеллектом Viv. Позже в том же году компания объявила о приобретении Harman International Industries, сделка стоимостью 8 млрд долларов была завершена в 2017 году.
23 ноября 2018 года корейские медиа опубликовали официальные извинения руководства Samsung Electronics жертвам онкологических заболеваний, связанных с производством полупроводников и дисплеев на предприятиях компании: в 2007 году от лейкемии умер сотрудник компании, работавший на линии по производству полупроводников, после этого другие заболевшие сотрудники потребовали выплаты компенсации и извинений. Они также требовали принятия мер, которые должны были предотвратить риски раковых заболеваний. Комитет, выступающий посредником между компанией и её работниками, объявил о компенсации за болезни в размере до 150 млн вон (132 000 долларов). Компенсационный план также охватывает врожденные заболевания, от которых страдают дети погибших. При этом компания не признала, что окружающая среда на рабочем месте напрямую связана с данными заболеваниями сотрудников. Наряду с компенсацией Samsung пожертвовала 50 млрд вон (44 млн долларов) в Корейское агентство по безопасности и гигиене труда (KOSHA).
24 декабря 2018 года состоялся первый выпуск оболочки One UI на базе Android. В ноябре 2021 года Samsung объявила о начале строительства полупроводникового завода в Тейлоре (Техас) стоимостью 17 млрд долларов. В декабре 2021 года были объединены подразделения мобильных устройств и бытовой техники в новое подразделение DX (Device eXperience).
В мае 2023 года стало известно, что компания договорилась с Naver о разработке собственного аналога ChatGPT для использования внутри корпорации. Из соображений безопасности сотрудникам запрещено использовать чат-боты сторонних разработчиков.

## Деятельность

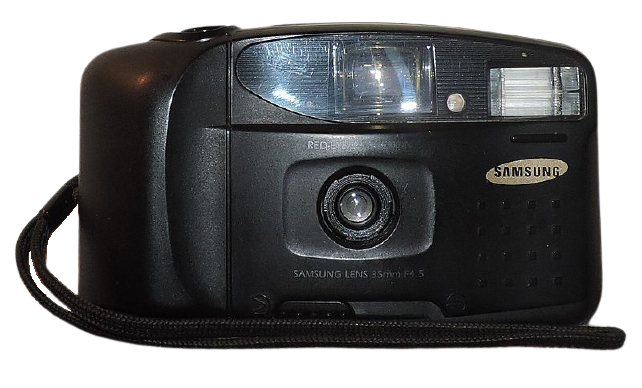
Фотоаппарат Samsung FF-222, характерный для 1990-х гг.

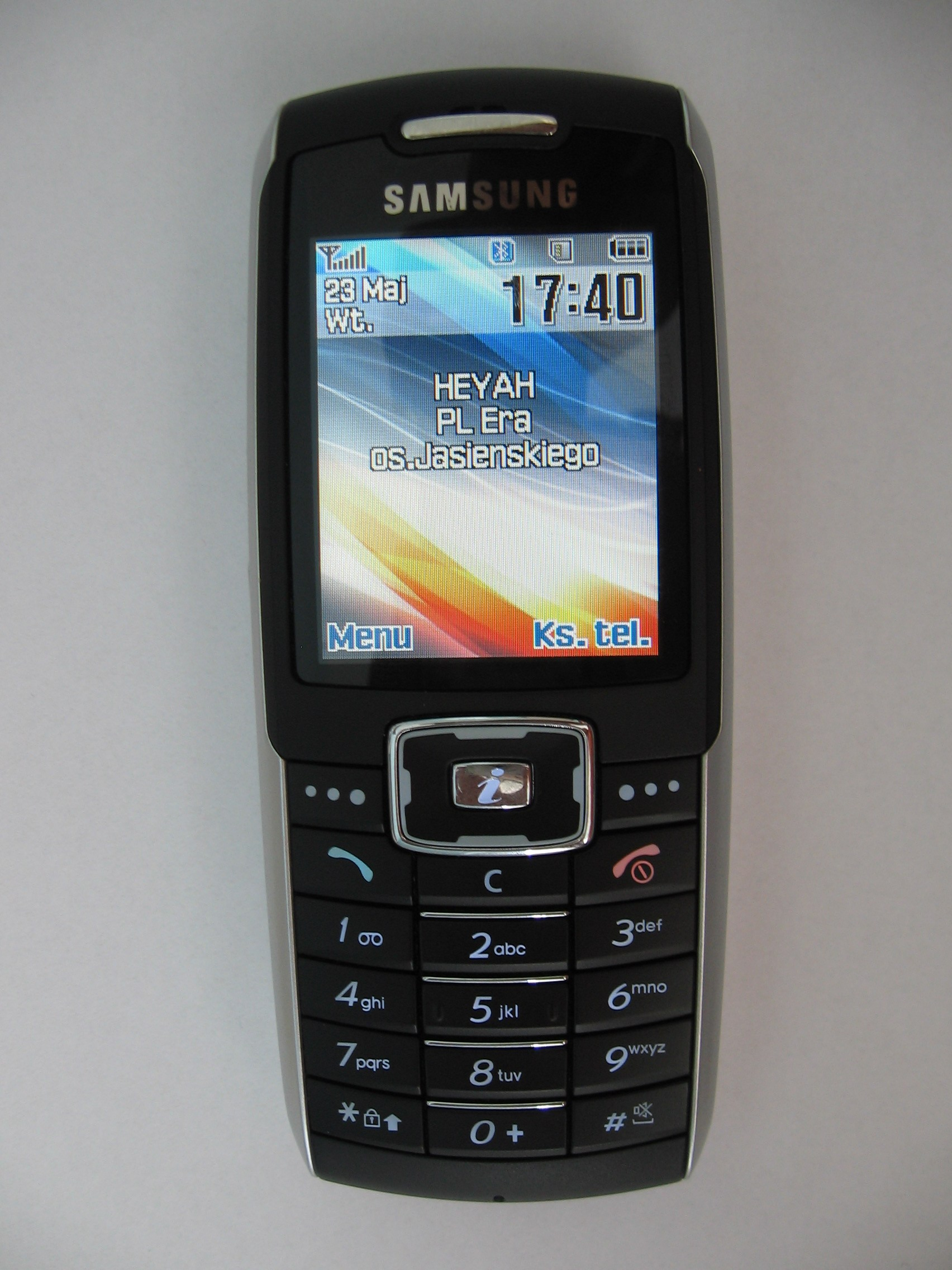
Телефон Samsung SGH-X700

Выручка компании за 2023 год составила 258,9 трлн южнокорейских вон (198 млрд долларов США), основными категориями продукции по объёму продаж были смартфоны (108,6 трлн вон), память (44,1 трлн вон), плоскопанельные дисплеи (31,0 трлн вон), телевизоры и мониторы (30,4 трлн вон). Основными рынками сбыта были Америка (36 % выручки), Европа (19 %), Республика Корея (18 %), Китай (11 %), остальная Азия и Африка (17 %).
Подразделения Samsung Electronics по состоянию на 2023 год:
- DX (Device eXperience) — производство бытовой техники (телевизоров и холодильников), смартфонов и телекоммуникационного оборудования, 66 % выручки;
- DS (Device Solutions) — полупроводниковое производство (микросхемы памяти, сверхбольшие интегральные схемы), 26 % выручки;
- SDC — производство плоскопанельных дисплеев, 12 % выручки;
- Harman International Industries — аудиопродукция Harman, JBL и др., системы умного автомобиля, промышленная автоматизация, 6 % выручки.

Производитель медицинского оборудования Samsung Medison также входит в состав Samsung Electronics 
Samsung Electronics является держателем пакетов акций различных компаний, включая Corning Inc. (9,4 %), Samsung Heavy Industries (15,2 %), Hotel Shilla (5,1 %), Wonik IPS (7,5 %), SFA Engineering Corporation (5,8 %), Wacom (5,3 %).

### Дочерние компании
Основные дочерние компании по состоянию на 2023 год:
- Samsung Display Co., Ltd. (Республика Корея, 84,8 %)
- Samsung Electronics America, Inc. (США, 100 %)
- Samsung Asia Pte. Ltd. (Сингапур, 100 %)
- Harman International Industries (США, 100 %)
- Samsung Austin Semiconductor LLC (США, 100 %)
- Samsung (China) Semiconductor Co., Ltd. (КНР, 100 %)
- Samsung Semiconductor, Inc. (США, 100 %)
- Samsung Electronics Vietnam THAINGUYEN Co., Ltd. (Вьетнам, 100 %)
- Samsung (CHINA) Investment Co., Ltd. (КНР, 100 %)
- Samsung Electronics Europe Holding Cooperatief U.A. (Нидерланды, 100 %)
- Samsung India Electronics Private Ltd. (Индия, 100 %)
- Samsung Display Vietnam Co., Ltd. (Вьетнам, 100 %)
- Samsung Electronics Vietnam Co., Ltd. (Вьетнам, 100 %)
- Samsung Eletronica da Amazonia Ltda. (Бразилия, 100 %)
- Shanghai Samsung Semiconductor Co., Ltd. (КНР, 100 %)
- Samsung Electronics HCMC CE Complex Co., Ltd. (Вьетнам, 100 %)
- Thai Samsung Electronics Co., Ltd. (Таиланд, 91,8 %)
- Samsung Electronics (UK) Ltd. (Великобритания, 100 %)
- SEMES Co., Ltd. (Республика Корея, 91,5 %)
- Samsung Electronics Mexico S.A. De C.V. (Мексика, 100 %)
- Samsung Electronics GmbH (Германия, 100 %)
- Samsung International, Inc. (США, 100 %)
- Samsung Electronics Taiwan Co., Ltd. (Тайвань, 100 %)
- Samsung Electronics Benelux B.V. (Нидерланды, 100 %)
- Samsung Electronics Europe Logistics B.V. (Нидерланды, 100 %)

#### В России
Офис Samsung в Центре международной торговли в Москве открыли в 1991 году, сразу после установления дипломатических отношений между Россией и Республикой Корея. Отдел мобильных устройств был создан в январе 2002 года. В 2013 году было закрыто подразделение по продаже ноутбуков.
Весной 2018 года компания запустила интернет-магазин. Также с 2018 года в Москве функционировал Исследовательский центр Samsung, в котором действовала научная лаборатория, фокусировавшаяся на искусственном интеллекте.
21 октября 2021 года решением Арбитражного российского суда была запрещена продажа 61 модели смартфонов Samsung в России по причине работы сервиса Samsung Pay, который, как утверждала швейцарская компания Sqwin, нарушает её права на изобретение «Система электронных платежей». В марте 2022 года апелляционный суд отменил это решение.
В марте 2022 года компания объявила о приостановке поставок на российский рынок в связи с вторжением российской армии на территорию Украины; поставки в Россию товаров осуществляются по программам параллельного импорта из других стран (в том числе из Индии). В мае 2025 года стало известно, что Samsung Display отказалась от поставок из России золота, вольфрама и тантала, используемых при производстве дисплеев для гаджетов (в 2021 году золото, вольфрам и тантал поставляли 11 российских предприятий).
В сентябре 2008 года в Боровском районе Калужской области, был открыт завод ООО «Самсунг Электроникс Рус Калуга». Объём инвестиций в предприятие составил более 250 млн долл. Общая площадь производственных цехов завода — 40,6 тыс. м². В завод входят: цех производства печатных плат и микросхем, а также цех термопластового литья. На заводе производятся телевизоры, мониторы и стиральные машины Samsung, предназначенные для продажи в России, странах СНГ и для экспорта в страны Европы. С ноября 2018 года предприятие начало производство первых в мире 8K QLED-телевизоры Q900R с диагоналями 75 и 85 дюймов c самым большим из существующих на сегодняшний день разрешений экрана. 24 марта 2022 года завод прекратил работу из-за проблем с ввозом комплектующих.

### Наиболее крупные клиенты
| 1 Sony                   | DRAM, LCD мониторы, NAND флеш-память и др.                                        | 1,28 | 3,7 |
| 2 Apple Inc.             | AMOLED экраны, процессоры для портативных устройств, DRAM, NAND флеш-память и др. | 0,9  | 2,6 |
| 3 Dell                   | DRAM, мониторы, литиево-ионные аккумуляторы и др.                                 | 0,87 | 2,5 |
| 4 Hewlett-Packard        | DRAM, мониторы, литиево-ионные аккумуляторы и др.                                 | 0,76 | 2,2 |
| 5 Verizon Communications | Аудио гарнитура и др.                                                             | 0,5  | 1,3 |
| 6 AT&T Inc.              | Аудио гарнитура и др.                                                             | 0,5  | 1,3 |

### Финансовые показатели
|                     | 2010  | 2011  | 2012  | 2013  | 2014  | 2015  | 2016  | 2017  | 2018  | 2019  | 2020  | 2021  | 2022  | 2023  |
| ------------------- | ----- | ----- | ----- | ----- | ----- | ----- | ----- | ----- | ----- | ----- | ----- | ----- | ----- | ----- |
| Выручка             | 154,6 | 165,0 | 201,1 | 228,7 | 206,2 | 200,7 | 201,9 | 239,6 | 243,8 | 230,4 | 236,8 | 279,6 | 302,2 | 258,9 |
| Чистая прибыль      | 15,80 | 13,36 | 23,19 | 29,82 | 23,08 | 18,69 | 22,42 | 41,34 | 43,89 | 21,51 | 26,09 | 39,24 | 54,73 | 14,47 |
| Активы              | 134,3 | 155,6 | 181,1 | 214,1 | 230,4 | 242,2 | 262,2 | 301,8 | 339,4 | 352,6 | 378,2 | 426,6 | 448,4 | 455,9 |
| Собственный капитал | 89,35 | 101,8 | 121,5 | 150,0 | 162,2 | 172,9 | 186,4 | 207,2 | 240,1 | 254,9 | 267,7 | 296,2 | 345,2 | 353,2 |

### Исследовательские центры
По состоянию на июль 2023 года у компании действуют 15 научно-исследовательских центров в 14 странах и 7 центров по работе с искусственным интеллектом.

### Рейтинги
Samsung в мировых рейтингах:
- Fortune Global 500 — 15-е место (2017)[39]
- BrandFinance[англ.] (2018) — Global 500 — 4-е место[40]
- Samsung Electronics в 2023 году была в топ-5 самых дорогих брендов мира по версии Interbrand[41]
- Samsung Electronics в 2023 году получил рейтинг MSCI ESG AA[42]
- В списке крупнейших публичных компаний мира Forbes Global 2000 за 2023 год Samsung Electronics заняла 14-е место[43]

## Производство

### Бытовая техника
Самое большое в Европе предприятие по производству телевизоров в Ясфеньсару (Венгрия), более 2,6 тыс. сотрудников.
В 2010 году Samsung Electronics купил заводы Amica в городах Познань и Вронки (Польша) по выпуску холодильников и стиральных машин.

### Смартфоны
Samsung Electronics производит около 300 млн смартфонов в год. Основные центры производства находятся во Вьетнаме и Индии. Во вьетнамской провинции Тхайнгуен имеются два завода общей производительностью около 120 млн единиц электроники в год (смартфоны, планшеты и смарт-часы), продукция в основном предназначена для экспорта в Северную Америку. В индийском городе Ноида с 2018 года работает самый крупный в мире завод по производству смартфонов — 120 млн штук в год; его продукция ориентирована на рынки Азии, Европы и Африки. Около 10 % смартфонов производится в Республике Корея, они предназначены для домашнего рынка; также в Корее производятся большинство комплектующих как самой Samsung Electronics, так и другими компаниями группы Samsung. В Бразилии завод Samsung был открыт в 1999 году, он выпускает электронику для всей Латинской Америки. Завод в Индонезии был открыт в 2015 году, его производительность — 800 тыс. смартфонов в год, в основном для местного рынка.
В начале 2010-х годов смартфоны компании были весьма популярны в Китае; так, в 2013 году доля Samsung на китайском рынке смартфонов составила 19 %. Однако впоследствии южнокорейская компания сдала позиции под напором местных производителей, таких как Huawei, Oppo, Vivo и Xiaomi. Это привело к тому, что в 2019 году Samsung даже не вошла в десятку крупнейших поставщиков смартфонов в КНР, а доля на рынке смартфонов Китая составила 0,7 %. На фоне снижения продаж смартфонов в Китае Samsung начала вывод производства в другие страны: в конце 2018 года было закрыто предприятие по сборке смартфонов в Тяньцзине, а в октябре 2019 был закрыт последний завод по производству смартфонов Samsung в Китае, в Хойчжоу (провинция Гуандун). С 2019 года на китайском рынке используется модель ODM — смартфоны разрабатывает и производит местная компания Wingtech Technology, а Samsung Electronics продаёт их под своим брендом. Первым смартфоном, выпущенным по такой модели, был Samsung Galaxy A6s.

### Полупроводниковоепроизводство
Samsung Electronics более 30 лет являлся лидером в производстве памяти DRAM и SRAM, уступив это место SK Hynix в 2025 году, в том числе по памяти HBM
Samsung планирует построить «фабрику, управляемую искусственным интеллектом», которая сможет производить полупроводниковую продукцию без вмешательства человека, строительство новой фабрики уже идет.
Компания планирует перевести все свои полупроводниковые фабрики на автоматизированный режим работы к 2030 году: за производственным процессом будут следить только «умные датчики». Samsung разрабатывает собственные датчики и переходит от иностранных к отечественным поставщикам.
Samsung работает с ARM над новым поколением процессоров Arm Cortex-X на базе технологии Gate-All-Around (GAA).
Руководство Samsung поставило перед собой амбициозную задачу, оно хочет догнать тайваньскую компанию TSMC и обогнать Intel в США, постепенно уменьшая размеры своих технологических процессов с 3 нм до 2 нм к 2025 году, а затем до 1 нм к концу этого десятилетия.
К 2042 году Samsung планирует построить новый завод в Техасе и запустить пять новых «ультрасовременных» производственных линий в Южной Корее. Общая стоимость строительства составит около 300 триллионов вон (230 миллиардов долларов).

## Патенты
Samsung подала 106 392 патентные заявки и была одним из крупнейших обладателей патентного портфеля в период с 2019 по 2022 год. Согласно отчёту Nasdaq, южнокорейская компания подала патенты на такие технологии, как многокамерные решения, 5G, 6G, а также протокол сверхширокополосной беспроводной связи, который в дальнейшем был коммерциализирован в смартфонах Galaxy, умных часах и сетевом оборудовании. По количеству поданных заявок Samsung опередила такие компании, как Huawei, Qualcomm, LG Electronics, State Grid и Canon. За этот период количество заявок, поданных крупнейшим патентообладателем, увеличилось в среднем на 2 % в год. Самый значительный рост наблюдался в период с 2019 по 2020 год, когда количество заявок выросло с 24 783 до 28 161 и составило почти 14 %.
Из общего числа патентных заявок, поданных компанией Samsung, 53 280 были поданы напрямую, а 53 112 заявок прошли по международному маршруту (на основе процедуры РСТ).
Samsung имеет наибольшее количество заявок на патент в США (34 114), за которыми следуют Южная Корея (27 849), Китай (12 620) и Европа (9469). В других странах у южнокорейской корпорации было 22 340 патентов. В последнее число также входят 12 885 заявок, поданных через WIPO.
Патенты Samsung Electronics по типам:
- Выданные патенты: патенты Samsung Electronics, выданные Ведомством США по патентам и товарным знакам (USPTO).
- Патентные заявки: патентные заявки Samsung Electronics, находящиеся на рассмотрении в USPTO[52].

Samsung Electronics второй год подряд получила больше патентов в США, чем любая другая компания, в то время как общий объём грантов падает второй год подряд. IBM, которая до 2022 года возглавляла список получателей патентов на протяжении почти трех десятилетий, опустилась на четвёртое место. И производитель микросхем Qualcomm, и контрактный производитель чипов TSMC оказались впереди него.

## Партнёрство и спонсорство

### Олимпийские и Паралимпийские игры
С Олимпийских игр в Сеуле 1988 года до Олимпийских игр в Нагано 1998 года компания Samsung являлась локальным спонсором Олимпиады, а после 1998 года выступила в качестве Всемирного Олимпийского партнёра в категории «Беспроводное телекоммуникационное оборудование».
Также является Всемирным партнёром Международного Паралимпийского комитета, с которым сотрудничает с 2006 года.
В 2004 году выступила в качестве партнёра первой всемирной эстафеты Олимпийского огня «Афины-2004» и последующих Олимпиад.
Компания предоставляет участникам и организаторам Олимпийских игр мобильные технологические решения, а также обеспечивает функционирование фирменной беспроводной платформы, получившей название Wireless Olympic Works (WOW).

### WorldSkills International
Начиная с 2007 года Samsung Electronics поддерживает движение WorldSkills International (WSI) — международное некоммерческое движение, целью которого является повышение престижа рабочих профессий и развитие профессионального образования. Компания выступает Всемирным представляющим партнёром WorldSkills International, с 2007 года — представляющий партнёр движения WorldSkills International. Также являлся Генеральным партнером 45-го мирового чемпионата по профессиональному мастерству по стандартам WorldSkills, который проходил в Казани с 22 по 27 августа 2019 года.

## Руководство
- Ли Джэ Ён (Lee Jae-yong, род. 23 июня 1968 года) — председатель совета директоров с октября 2022 года, в Samsung с 1991 года. Ему принадлежит 1,63 % акций компании.
- Хан Ёнхи (Han Jong-Hee, род. 15 марта 1962 года) — вице-председатель с 2022 года, глава подразделения Device eXperience с 2021 года[58].
- Кён Кехён (Kyung Kye-Hyun, род. 5 марта 1963 года) — президент с 2022 года, глава подразделения Device Solutions с 2021 года[59].

## Акционеры
По состоянию на конец 2023 года зарубежным инвесторам принадлежало 53 % обычных акций и 70 % привилегированных акций, 20 % акций принадлежало крупным инвесторам, включая структуры группы Samsung.
Крупнейшими акционерами являются Samsung Life Insurance (8,64 %), National Pension Service (7,68 %), Samsung C&T Corporation (5,01 %).

## Критика
В 2025 году доля Samsung на рынке памяти упала до 34 %. Со слов инженеров компании изданию Rest of World, под давлением руководителей среднего звена им приходится фальсифицировать данные. В действительности качество выпускаемых чипов неуклонно ухудшается, но это скрывается. Из-за массового недовольства, в том числе в связи со снижением зарплаты на треть, инженеры стали покидать Samsung. При этом на места уходящих специалистов компания не нанимает новых сотрудников, а перераспределяет обязанности, не доплачивая за переработку.